# Кониче
Кониче је насеље у Србији у општини Тутин у Рашком округу. Према попису из 2022. било је 129 становника.

## Демографија
У насељу Кониче живи 203 пунолетна становника, а просечна старост становништва износи 29,9 година (29,5 код мушкараца и 30,3 код жена). У насељу има 60 домаћинстава, а просечан број чланова по домаћинству је 5,37.
Ово насеље је у потпуности насељено Бошњацима (према попису из 2002. године).
|  |

| Демографија | Демографија | Демографија |
| Година      | Становника  | Становника  |
| ----------- | ----------- | ----------- |
| 1948.       | 491         |             |
| 1953.       | 571         |             |
| 1961.       | 600         |             |
| 1971.       | 548         |             |
| 1981.       | 458         |             |
| 1991.       | 476         | 475         |
| 2002.       | 322         | 386         |

| Етнички састав према попису из 2002.‍ | Етнички састав према попису из 2002.‍ | Етнички састав према попису из 2002.‍ | Етнички састав према попису из 2002.‍ | Етнички састав према попису из 2002.‍ |
| ------------------------------------ | ------------------------------------ | ------------------------------------ | ------------------------------------ | ------------------------------------ |
|                                      |                                      |                                      |                                      |                                      |
| Бошњаци                              | Бошњаци                              |                                      | 322                                  | 100,0%                               |
| непознато                            | непознато                            |                                      | 0                                    | 0,0%                                 |

| Година пописа     | 1948. | 1953. | 1961. | 1971. | 1981. | 1991. | 2002. |
| ----------------- | ----- | ----- | ----- | ----- | ----- | ----- | ----- |
| Број домаћинстава | 87    | 96    | 102   | 83    | 67    | 72    | 60    |

| Број чланова      | 1 | 2 | 3 | 4 | 5  | 6  | 7 | 8 | 9 | 10 и више | Просек |
| ----------------- | - | - | - | - | -- | -- | - | - | - | --------- | ------ |
| Број домаћинстава | 1 | 5 | 5 | 8 | 13 | 12 | 7 | 6 | 1 | 2         | 5,37   |

| Пол    | Укупно | Неожењен/Неудата | Ожењен/Удата | Удовац/Удовица | Разведен/Разведена | Непознато |
| ------ | ------ | ---------------- | ------------ | -------------- | ------------------ | --------- |
| Мушки  | 115    | 47               | 62           | 6              | 0                  | 0         |
| Женски | 112    | 32               | 69           | 9              | 2                  | 0         |
| УКУПНО | 227    | 79               | 131          | 15             | 2                  | 0         |

| Пол    | Укупно                    | Пољопривреда, лов и шумарство | Рибарство                            | Вађење руде и камена | Прерађивачка индустрија       |
| ------ | ------------------------- | ----------------------------- | ------------------------------------ | -------------------- | ----------------------------- |
| Мушки  | 56                        | 48                            | 0                                    | 0                    | 1                             |
| Женски | 43                        | 43                            | 0                                    | 0                    | 0                             |
| УКУПНО | 99                        | 91                            | 0                                    | 0                    | 1                             |
| Пол    | Производња и снабдевање   | Грађевинарство                | Трговина                             | Хотели и ресторани   | Саобраћај, складиштење и везе |
| Мушки  | 0                         | 0                             | 2                                    | 0                    | 0                             |
| Женски | 0                         | 0                             | 0                                    | 0                    | 0                             |
| УКУПНО | 0                         | 0                             | 2                                    | 0                    | 0                             |
| Пол    | Финансијско посредовање   | Некретнине                    | Државна управа и одбрана             | Образовање           | Здравствени и социјални рад   |
| Мушки  | 0                         | 0                             | 0                                    | 3                    | 0                             |
| Женски | 0                         | 0                             | 0                                    | 0                    | 0                             |
| УКУПНО | 0                         | 0                             | 0                                    | 3                    | 0                             |
| Пол    | Остале услужне активности | Приватна домаћинства          | Екстериторијалне организације и тела | Непознато            | Непознато                     |
| Мушки  | 1                         | 0                             | 0                                    | 1                    | 1                             |
| Женски | 0                         | 0                             | 0                                    | 0                    | 0                             |
| УКУПНО | 1                         | 0                             | 0                                    | 1                    | 1                             |